# هوغوس (كورنوال)
هوغوس (بالإنجليزية: Hugus)‏ هي قرية تقع في المملكة المتحدة في كورنوال.